# Brachypodium apollinaris
Brachypodium apollinaris är en gräsart som beskrevs av fader Sennen. Brachypodium apollinaris ingår i släktet skaftingar, och familjen gräs. Inga underarter finns listade i Catalogue of Life.